# Epitaph für Kaspar Winzerer III.

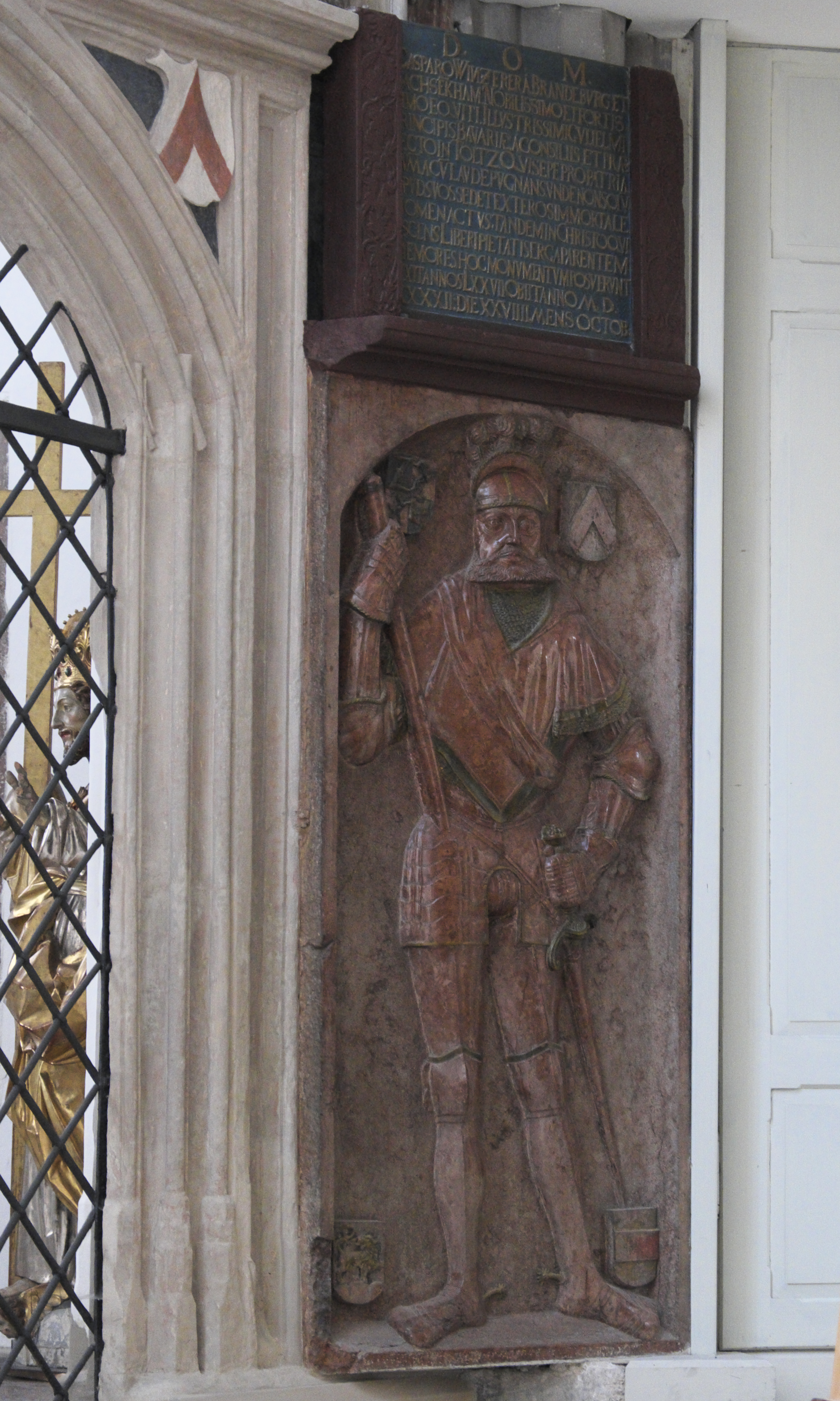
Epitaph für Kaspar Winzerer III. in Bad Tölz

Das Epitaph für Kaspar Winzerer III. steht neben dem Eingang zur Winzererkapelle in der katholischen Pfarrkirche Mariä Himmelfahrt in Bad Tölz, einer Stadt im oberbayerischen Landkreis Bad Tölz-Wolfratshausen. Das Epitaph ist ein Teil der als Baudenkmal geschützten Kirchenausstattung.
Das Epitaph aus Rotmarmorstein für Kaspar Winzerer III. (1465/75–1542) stellt den Verstorbenen in Form eines lebensgroßen Reliefs als Heerführer dar. Darüber ist eine Inschriftenplatte angebracht. 
Die Familie Winzerer war ein berühmtes Pflegergeschlecht in Tölz. Die sogenannte Winzererkapelle wurde von seinem Vater Kaspar Winzerer II. gestiftet.